# Lista över zulukungar
Det här är en lista över zulukungar och -hövdingar från deras tidigast kända historia fram till den nuvarande monarken:
- Ntu
- Mnguni
- Luzumana kaMnguni
- Malandela kaLuzumana
- Zulu kaNtombela, klanens grundare
- Gumede kaZulu
- Phunga kaGumede
- Mageba kaGumede
- Ndaba kaMageba
- Jama kaNdaba (cirka 1757-1781), son till Ndaba, hövding över zuluklanen från 1763 till 1781
- Mkabayi kaJama, dotter till Jama
- Senzangakhona kaJama (cirka 1757-1816), son till Jama, hövding över zuluklanen från 1781 till 1816
- Shaka kaSenzangakhona (cirka 1787-1828), son till Senzangakona, kung från 1816 till 1828
- Dingane kaSenzangakhona (cirka 1795-1840), son till Senzangakhona och halvbror till Shaka, kung från 1828 till 1840
- Mpande kaSenzangakhona (1798-1872), son till Senzangakhona och halvbror till Shaka och Dingane, kung från 1840 till 1872
- Cetshwayo kaMpande (1836 - februari 1884), son till Mpande, kung från 1872 till 1884
- Dinuzulu kaCetshwayo (1868-1913), son till Cetshwayo kaMpande, kung från 1884 till 1913
- Solomon kaDinuzulu (1891-1933), son till Dinuzulu kaCetshwayo, kung från 1913 till 1933
- Cyprian Bhekuzulu kaSolomon (4 augusti 1924-17 september 1968), son till Solomon kaDinuzulu, kung från 1948 till 1968
- Goodwill Zwelithini kaBhekuzulu (14 juli 1948-12 mars 2021), son till Cyprian Bhekuzulu kaSolomon, kung från 1971 till 2021.
- Mantfombi Dlamini (1956-2021), (2021)
- Misuzulu Sinqobile kaZwelithini (1974-), (2021-)